# باشگاه ورزشی اتلتیکو جونیور
باشگاه ورزشی اتلتیکو جونیور (اسپانیایی: Club Deportivo Popular Junior‎) یک باشگاه فوتبال است که در شهر بارانکیلا کلمبیا پایه‌گذاری شده‌است.

## تاریخچه
ر حدود دهه 1940 (و نام باشگاه به سادگی به جونیور کوتاه شد) آن‌ها به.عنوان یکی از بهترین باشگاه‌های کشور شناخته شدند. در سال 1945، بازیکنان جونیور به نمایندگی از کلمبیا در مسابقات قهرمانی آمریکای جنوبی (که اکنون به عنوان کوپا آمریکا شناخته می‌شود ) انتخاب شدند و رتبه پنجم قابل احترامی را به‌دست آوردند (هر چند در این راه 7–0 به اروگوئه و 9–1 به آرژانتین باختند). در سال 1949 آن‌ها دوباره به‌عنوان نماینده کلمبیا انتخاب شدند (به مقام آخر رسیدند) اما این بار تصمیم آن‌ها برای بازی عواقب خود را داشت.
در سال 1948 جونیور اعضای بنیانگذار División Mayor del Fútbol Profesional Colombiano (که معمولاً به‌عنوان Dimayor شناخته می شود) بودند. اولین بازی آن‌ها به‌عنوان یک لباس حرفه‌ای در 15 اوت 1948 در خانه برگزار شد، در مقابل دپورتیوو کالی‌، که با پیروزی 2-0 برای تیم میزبان به پایان رسید. در اوایل سال بعد آن‌ها دوباره برای بازی در تیم ملی کلمبیا انتخاب شدند. به دلیل درگیری مداوم بین Adefutbol (انجمن اصلی فوتبال آماتور کلمبیا) و Dimayor، جونیور تهدید شد که در صورت شرکت از Dimayor اخراج خواهد شد. آن‌ها پیش رفتند و این کار را کردند و در ابتدا دو سال از لیگ محروم شدند. این مدت بعداً به یک سال کاهش یافت و آن‌ها برای فصل 1950 به Dimayor بازگشتند.
این دوران طلایی فوتبال کلمبیا بود که معمولاً الدورادو نامیده می‌شود، زمانی که دیمایر یک "لیگ شورشی" غیروابسته به فیفا بود و بسیاری از بازیکنان سرشناس از سراسر جهان قراردادهای خود را شکستند و به بازی آمدند. جونیور هم از این قاعده مستثنی نبود و در این سال‌ها بازیکنانی از برزیل، آرژانتین، مجارستان و جمهوری چک انتخاب کرد. اما الدورادو در نهایت برای فوتبال کلمبیا به پایان رسید.
در اواسط دهه 1960 زمانی که شکافی دوباره در فوتبال کلمبیا ایجاد شد، این بار بین Adefutbol و فدراسیون فوتبال کلمبیا تازه تأسیس‌، سازمانی که به توسعه فوتبال حرفه‌ای در این کشور اختصاص داشت، راه پیش رو ظاهر شد. آدفوتبول هنوز از نظر فیفا ارگان رسمی و سازماندهی تیم ملی در این دوره بود و همچنین باشگاه‌های کلمبیایی وارد کوپا لیبرتادورس نشدند. سرانجام صلح برقرار شد و بخش اعظم تیم آماتوری که تلاش کرده بودند به جام جهانی انگلیس راه پیدا کنند، برای جونیور ثبت نام کردند، که در سال 1966 به دیمایور بازگشت. جونیور از آن زمان در سطح بالا باقی مانده است.
در سال 1977 جونیور اولین قهرمانی خود در کلمبیا را به دست آورد و مقام اول را در Apertura به پایان رساند. آن‌ها در سال‌های 1980، 1993، 1995، 2004-II (Finalización)، 2010-I (Apertura)، 2011-II (Finalizacion)، 2018-II (Finalización) و 2019-I (Apertura) قهرمان شدند. آن‌ها همچنین قهرمان کوپا کلمبیا در سال‌های 2015 و 2017 شدند. جونیور هجده بار در کوپا لیبرتادورس (در سال 1994 به نیمه نهایی رسید)، 8 بار در کوپا سودامریکانا (در سال 2018 به فینال رسید) و یک بار در کوپا CONMEBOL حضور داشته است. [ نیازمند منبع ]

## نمادها
[ ویرایش منبع ]

### نشان
[ ویرایش منبع ]
نشان تیم شکل سوئیسی دارد. عرض آن 6 سانتی‌متر و ارتفاع آن 8 سانتی‌متر است که به دو نوار افقی تقسیم می‌شود. نوار پایین به 9 نوار عمودی سفید و قرمز تقسیم می‌شود. قسمت فوقانی یک نوار آبی افقی دیگر است که در آن ستاره‌ها قرار گرفته‌اند. ستاره ها 10 امتیاز دارند. هر ستاره نشان‌دهنده قهرمانی لیگی است که تیم به‌دست آورده است.

### پرچم
[ ویرایش منبع ]
پرچم جونیور از 9 نوار افقی تشکیل شده است که نشان دهنده 9 ستاره آنها در حال حاضر است، 5 ستاره قرمز و 4 ستاره سفید که متناوب، برتر و پایین قرمز هستند. در بالای نوارها یک مثلث آبی وجود دارد. این مثلث تمام عرض پرچم را در ضلع عمودی آن اشغال می کند. ستاره های سفید روی مثلث قرار گرفته اند.

## افتخارات

### داخلی
- رده نخست A
  - برندگان (10): 1977 ، 1980 ، 1993 ، 1995 ، 2004–II ، 2010–I ، 2011–II ، 2018–II ، 2019–I ، 2023–II
- کوپا کلمبیا
  - برندگان (2): 2015 ، 2017
- سوپرلیگا کلمبیا
  - برندگان (2): 2019 ، 2020

### قاره ای
- کوپا سودامریکانا
  - نایب قهرمان (1): 2018

## عملکرد در مسابقات CONMEBOL
- کوپا لیبرتادورس : 18 بازی

| 1971: مرحله گروهی 1978: مرحله گروهی 1981: مرحله گروهی 1984: مرحله گروهی 1994: نیمه نهایی 1996: یک چهارم نهایی 2000: دور شانزدهم 2001: دور یک شانزدهم 2005: دور یک شانزدهم | 2010: دور مقدماتی 2011: دور یک شانزدهم 2012: مرحله گروهی 2017: مرحله سوم 2018: مرحله گروهی 2019: مرحله گروهی 2020: مرحله گروهی 2021: مرحله گروهی 2024: دور یک شانزدهم |

- کوپا سودامریکانا : 10 بازی

| 2004: یک چهارم نهایی 2015: مرحله دوم 2016: یک چهارم نهایی 2017: نیمه نهایی 2018: نایب قهرمان | 2020: یک چهارم نهایی 2021: دور یک شانزدهم 2022: مرحله گروهی 2023: مرحله اول 2025: دور مقدماتی |

- کوپا CONMEBOL : 1 حضور

1992: یک چهارم نهایی

## بازیکنان
[ ویرایش منبع ]

### تیم فعلی
[ ویرایش منبع ]
از 12 فوریه 2025
توجه: پرچم ها نشان دهنده تیم ملی است که طبق قوانین واجد شرایط بودن فیفا تعریف شده است . برخی استثناهای محدود اعمال می شود. بازیکنان ممکن است بیش از یک ملیت غیر فیفا داشته باشند.
| خیر | پوز | ملت   | بازیکن                                  |
| --- | --- | ----- | --------------------------------------- |
| 2   | DF  | سرهنگ | هاول منا                                |
| 3   | DF  | سرهنگ | ادوین هررا                              |
| 4   | DF  | سرهنگ | خوزه کوئنو                              |
| 5   | DF  | سرهنگ | دانیل ریورا                             |
| 6   | MF  | سرهنگ | دیدیه مورنو ( نایب کاپیتان )            |
| 7   | MF  | سرهنگ | جردن باررا                              |
| 8   | FW  | سرهنگ | ییمی چارا                               |
| 9   | FW  | PAR   | گیرمو پایوا                             |
| 10  | FW  | VEN   | لوئیس گونزالس                           |
| 13  | MF  | سرهنگ | جان ولز                                 |
| 15  | DF  | سرهنگ | یفرسون مورنو                            |
| 16  | MF  | سرهنگ | یانی کوینترو (قرضی از دپورتس کوئیندیو ) |
| 17  | MF  | سرهنگ | هارولد ریورا                            |
| 18  | FW  | سرهنگ | مارکو پرز                               |
| 19  | DF  | سرهنگ | کارلوس کانتیلو (قرضی از بارانکیلا )     |
| 20  | FW  | سرهنگ | Déiber Caicedo                          |
| 21  | FW  | سرهنگ | جوئل کانچیمبو                           |
| 22  | FW  | سرهنگ | میلر باکا                               |
| 23  | FW  | سرهنگ | استیون رودریگز                          |

| خیر | پوز | ملت   | بازیکن                            |
| --- | --- | ----- | --------------------------------- |
| 24  | MF  | سرهنگ | میگل آگامز                        |
| 25  | MF  | سرهنگ | آندرس کلرادو (قرضی از Necaxa )    |
| 26  | DF  | سرهنگ | جان ناویا                         |
| 27  | DF  | سرهنگ | جان لرما (قرضی از اتلتیکو هویلا ) |
| 28  | DF  | سرهنگ | جرمین پنیا                        |
| 29  | FW  | سرهنگ | تئوفیلو گوتیرز                    |
| 30  | GK  | سرهنگ | جفرسون مارتینز                    |
| 31  | GK  | سرهنگ | جیمی آکوستا                       |
| 32  | GK  | سرهنگ | سباستین آرائوخو                   |
| 33  | MF  | سرهنگ | لیدر بردوگو                       |
| 34  | DF  | سرهنگ | جومیر گوئررو                      |
| 35  | DF  | سرهنگ | خوزه کایسدو                       |
| 66  | DF  | PAR   | خاویر باز                         |
| 70  | FW  | سرهنگ | کارلوس باکا ( کاپیتان )           |
| 77  | GK  | URU   | سانتیاگو مله                      |
| 80  | MF  | سرهنگ | فابیان آنجل                       |
| 88  | FW  | سرهنگ | برایان کاستریون                   |
| 90  | MF  | سرهنگ | ژسوس دیاز                         |
| 99  | FW  | سرهنگ | خوزه انامورادو                    |